# Bluradio
Bluradio, formellt BluRadio, var en tysk radiostation som sände på frekvensen 97,2 MHz i Berlin, och som bedrev sin verksamhet från 2003 till 24 juni 2011. Stationens musikutbud var främst inriktat på dancemusik.